# Daniel Wołodźko
Daniel Wołodźko (ur. 1 maja 1978, zm. 17 stycznia 2008) – polski dziennikarz,  od 1999 r., pracownik olsztyńskiego oddziału radia RMF FM, korespondent z terenów Warmii i Mazur, współzałożyciel i perkusista zespołu muzycznego UCOM (wcześniej SNAKE). Był kompozytorem oraz współautorem tekstu oficjalnego hymnu Tour de Pologne.
Naukę gry na instrumentach rozpoczął już w dzieciństwie, grał na pianinie, gitarze akustycznej, elektrycznej i basowej. Współpracował z różnymi lokalnymi projektami punkrockowymi i metalowymi. W UCOM poza grą na perkusji i kompozycją tekstów i muzyki, zajmował się także aranżacjami, tworzeniem loopów i efektów elektronicznych wykorzystywanych potem podczas koncertów.
Zmarł w wyniku raka płuc, do szpitala trafił w grudniu 2007 r. Pochowany 21 stycznia 2008 r., w Dobrym Mieście.